# 더 빨강
더 빨강은 탤런트 출신의 오승은과 추소영 그리고 배슬기로 결성된 3인조 프로젝트 그룹이다. 업타운 출신 여성래퍼 윤미래가 더 빨강 1집의 프로듀서로 화제가 되기도 했다. 7080년대의 향수를 느낄수 있는 더빨강의 1집은 타이틀곡 못잊어 못잊어로 많은 사랑을 받는다. 가요프로에도 꾸준히 활동한다. 더 빨강 프로젝트가 끝난후 오승은과 추소영은 탤런트로 배슬기는 솔로가수로 독립하고 2007년 더 빨강의 2기인 "캣츠"가 탄생하게 된다.

## 앨범
- 1집 <The 빨강 1st Album> (2005년 11월 21일)

### 대표곡
- 못잊어 못잊어
- 그대로 그렇게